# Patriarcas de Tur Abdim

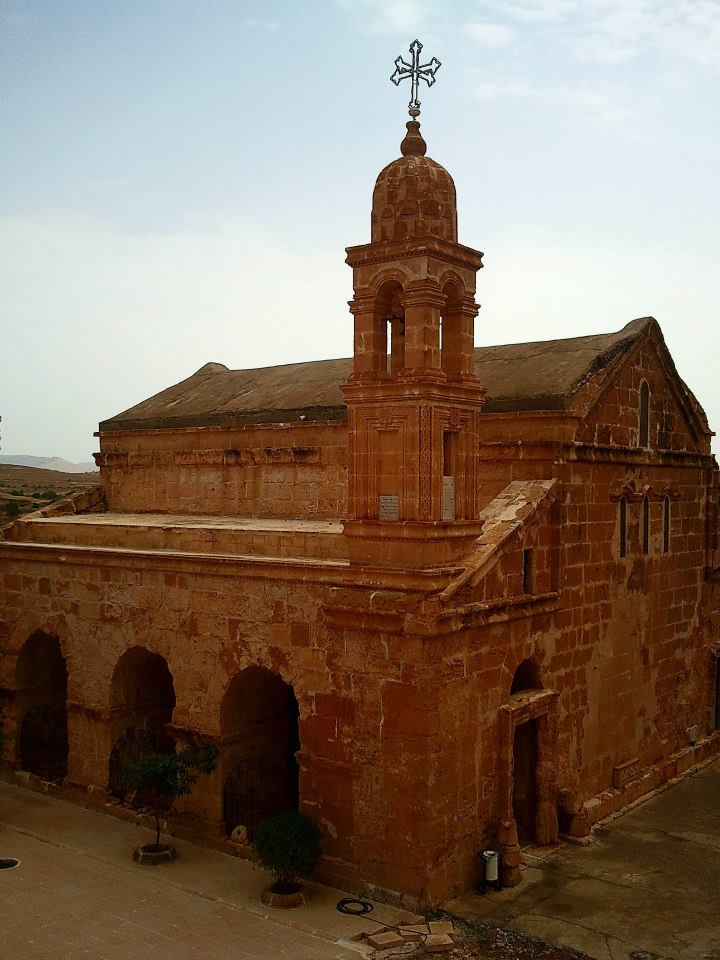
Mosteiro de Mor Jacó, o Recluso, em Salá, Mardin, Turquia.

Em 1364 o bispo de Salah foi excomungado pelo Patriarca de Antioquia, Inácio Ismael, da Igreja Ortodoxa Síria residente em Mardin, o que provocou um cisma e o bispo Inácio Saba de Salá foi proclamado Patriarca de Tur Abdim, com residência no Mosteiro de Mor Jacó, o Recluso, em Salá. Durante os 475 anos que se seguiram, houve cinco reconciliações entre os dois patriarcados, culminando na reconciliação entre 1839 e 1844 que pôs fim ao Patriarcado de Tur Abdin em meio a massacres perpetrados pelos curdos.
Patriarcas da Igreja Siríaca Ortodoxa, de 1364 a 1816, na região de Tur Abdim:
- Inácio Saba de Salá (1364-1389);
- Inácio Isho' de Midyat (1389–1418) - Falecido em 1421;
- Inácio Maçude de Salá (1418-1420);
- Inácio Henoque de 'Ayn Ward (1421–1444);
- Inácio, o Grande (1444-1454);
- Inácio Isho' de Salá (1455-1460);
- Inácio Aziz (Filoxeno) de Basílio (1460-1482);
- Inácio Saba de Arbo (1482-1488);
- Inácio João Qofer de 'Ayn Ward (1489–1492);
- Inácio Maçude de Zaz (1492-1512);
- Inácio Isho' de Zaz (1515–1524);
- Inácio Simão de Hattakh (1524–1551);
- Inácio Jacó de Hisn (1551–1571);
- Inácio Sahdo de Midyat (1584–1621);
- Inácio Abedalá de Midyat (1628-?);
- Inácio Habibe de Midyat (1674-1707);
- Inácio Denha de 'Arnas (1707-1725);
- Inácio Barsum de Midyat (1740-1791);
- Inácio Aho e Inácio Isaías de Arbo (1791-1816) - Em conjunto.

Entre 1804 e ca. 1840 houve uma série de patriarcas de autoridade contestada e limitada, que são considerados ilegítimos pela Igreja Ortodoxa Síria:
- Severo Isaque (1804–1816);
- José de Arnas (1805–1834);
- Barsauma de Ḥbob (1816–1839);
- Mirza de Bete Sebirina (1816–1842);
- Barsauma de Bete Sebirina (1821–1842);
- Gregório Zaytun Galma de Midyat (1821–1844);
- Severo Abde Anur de Arbo (1834–1839).

Em 1844, o Patriarcado de Tur Abdim foi reconciliado com o Patriarcado de Antioquia e suprimido.